# Bnej Cijon
Bnej Cijon (hebrejsky בְּנֵי צִיּוֹן, doslova „Synové Siónu“, v oficiálním přepisu do angličtiny Bene Ziyyon, přepisováno též Bnei Zion) je vesnice typu mošav v Izraeli, v Centrálním distriktu, v Oblastní radě Chof ha-Šaron.

## Geografie
Leží v nadmořské výšce 38 metrů v hustě osídlené a zemědělsky intenzivně využívané pobřežní nížině, respektive Šaronské planině. Východně od obce prochází vádí Nachal Poleg, do kterého od jihu ústí Nachal Ra'anana. Na západ od obce probíhá vádí Nachal Rišpon.
Obec se nachází 5 kilometrů od břehu Středozemního moře, cca 18 kilometrů severoseverovýchodně od centra Tel Avivu, cca 66 kilometrů jihojihozápadně od centra Haify a 4 kilometry severně od města Ra'anana. Společně se sousedními vesnicemi Bacra a Charucim vytváří jeden souvislý urbanistický celek obklopený v okruhu 2 kilometrů zemědělsky využívanou krajinou. Bnej Cijon obývají Židé, přičemž osídlení v tomto regionu je etnicky převážně židovské.
Bnej Cijon je na dopravní síť napojen pomocí lokální silnice číslo 5511 , jež ústí východně od obce do severojižní dálnice číslo 4.

## Dějiny
Bnej Cijon byl založen v roce 1947. Zakladateli vesnice byla skupina středostavovských židovských rodin, kterým asistovala sionistická organizace Bnej Cijon (Bnai Zion) z USA. Zpočátku se vesnice nazývala Gva'ot Ra'anana (גבעות רעננה, doslova „Ra'ananské vrchy“), podle nedalekého města.
Před rokem 1949 měl Bnej Cijon rozlohu katastrálního území 750 dunamů (0,75 kilometru čtverečního).
Místní ekonomika je založena na zemědělství (pěstování citrusů, květin, avokáda, chov drůbeže). V obci funguje plavecký bazén, knihovna, společenské centrum. V roce 1998 bylo schváleno stavební rozšíření mošavu sestávající ze 115 nových domů na jižním okraji původní vesnice.

## Demografie
Podle údajů z roku 2014 tvořili naprostou většinu obyvatel v Bnej Cijon Židé (včetně statistické kategorie "ostatní", která zahrnuje nearabské obyvatele židovského původu ale bez formální příslušnosti k židovskému náboženství).
Jde o menší sídlo vesnického typu s dlouhodobě prudce rostoucí populací. K 31. prosinci 2014 zde žilo 1377 lidí. Během roku 2014 populace stoupla o 2,1 %.
| Rok            | 1948 | 1961 | 1972 | 1983 | 1995 | 2001 | 2003 | 2004 | 2005 | 2006 | 2007 | 2008 | 2009 | 2010 | 2011 | 2012 | 2013 | 2014 |
| -------------- | ---- | ---- | ---- | ---- | ---- | ---- | ---- | ---- | ---- | ---- | ---- | ---- | ---- | ---- | ---- | ---- | ---- | ---- |
| Počet obyvatel | 87   | 411  | 355  | 391  | 534  | 653  | 776  | 835  | 911  | 985  | 1010 | 1065 | 1230 | 1299 | 1318 | 1318 | 1349 | 1377 |